# 普卡奧

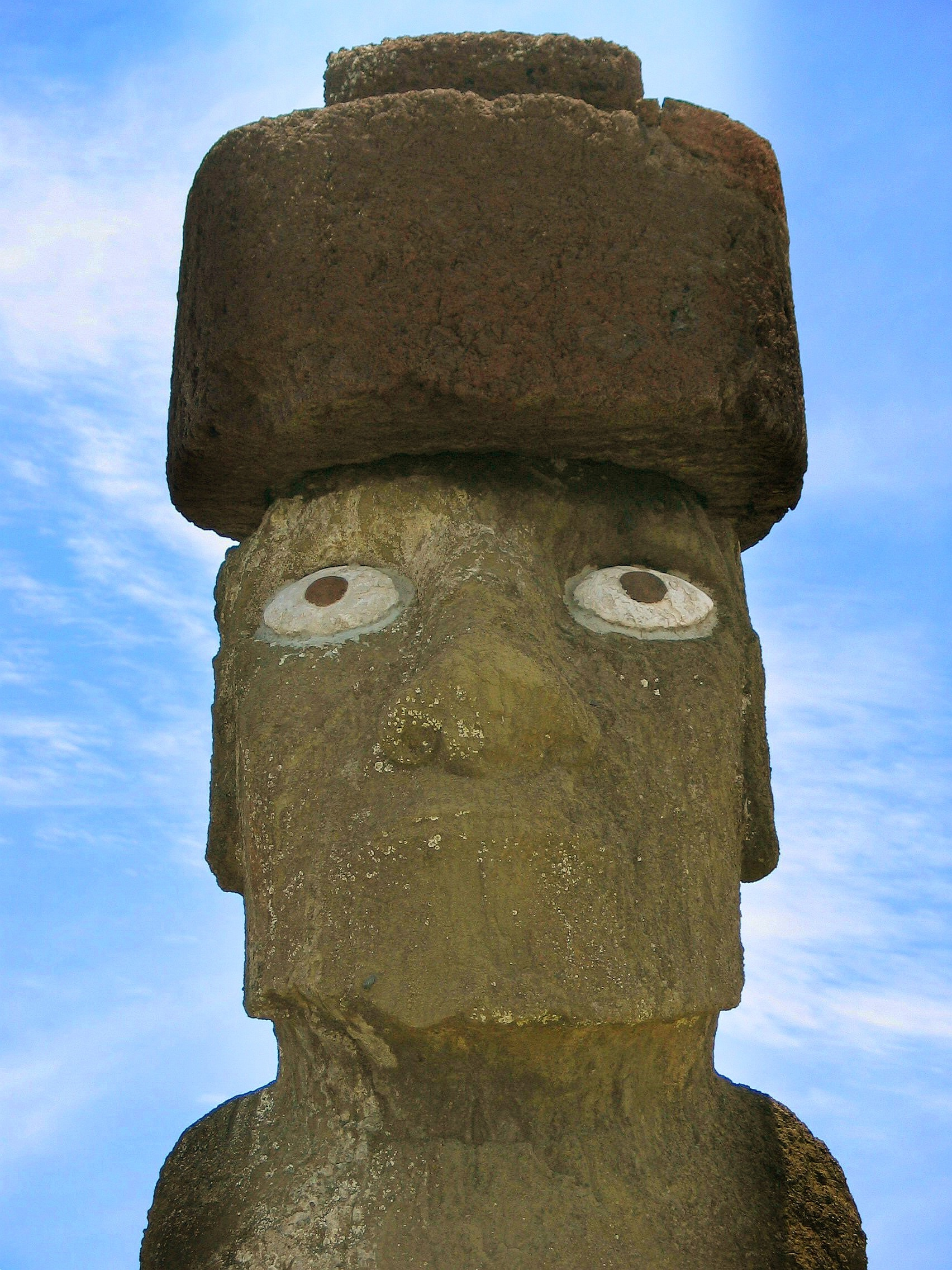
重新竖立的凝灰岩摩艾石像、修复的火山渣普卡奥和和复制的珊瑚眼。

普卡奧（Pukau）是一種在復活節島上的紅色火山渣做的圓柱形雕塑。重量可達12噸。普卡奧是用來加在摩艾石像的平頭上的，代表著波利尼西亞族長戴的紅羽毛頭飾。